# Битка код Мидвеја
Битка за Мидвеј је била велика поморска битка на Пацифику у Другом светском рату. Она је трајала од 4. до 7. јуна 1942. године, приближно месец дана након битке у Коралном мору, пет месеци након јапанске окупације острва Вејк, и тачно шест месеци од дана када су Јапанци извршили напад на Перл Харбор. Због својих краткорочних и дугорочних последица, она је била најважнија поморска битка још од Нелсонове победе код Трафалгара 1805. године.
За време битке, снаге Сједињених Америчких Држава заустављају јапански напад на атол Мидвеј, губећи један носач авиона и један разарач, а потапају Јапанцима четири носача авиона и једну тешку крстарицу.
Битка је била одлучујућа победа за Американце, широко сматрана за најважнију поморску битку у Пацифичкој кампањи у Другом сватском рату. Битка је трајно ослабила царску јапанску морнарицу, нарочито због губитка четири носача авиона и преко 200 ненадокнадивих, искусних морнаричких пилота.
Обе земље су претрпеле губитке у бици, али Јапан је био немоћан да обнови своје поморске снаге, док у исто време амерички програм бродоградње и обуке нових пилота, је омогућио брзу попуну. Од 1942. године, САД граде бродове по великом програму, који је требало да омогући морнарици супериорност над јапанском флотом. Након Мидвеја, јапанска морнарица је постала инфериорнија у односу на америчку флоту која је из месец у месец била све јача. Стратешки, Америчка морнарица је била способна да преузме иницијативу на Пацифику и крене у офанзиву.
Јапански план напада на Мидвеј, који је такође укључивао секундарни напад на Алеутска острва од стране мање флоте, је био јапански мамац да се америчка флота носача авиона увуче у замку и уништи. То би ефективно уништило америчку Пацифичку флоту и гарантовало би јапанску поморску надмоћ на Пацифику барем до краја 1943. Такође би освајање острва померило јапанске одбрамбене линије даље од матичних јапанских острва. Успех ове операције би се такође сматрао као припрема за даљи напад на Фиџи и Самоу, као и на предвиђену инвазију на Хаваје.
Да су Јапанци остварили своје циљеве код Мидвеја, североисточни обод Пацифика би био беспомоћан против јапанске морнарице. Зато мидвејска операција, као и напад на Перл Харбор који је увукао Сједињене Америчке Државе у рат, није била операција да се освоји копно САД, већ је била усмерена на елиминацију САД као стратешке силе на Пацифику, да би се Јапанцима дале одрешене руке у остварењу своје регионалне превласти. У најбољем случају, надало се да ће Америка бити принуђена да седне за преговарачки сто, ради окончања рата на Пацифику, са повољним условима за Јапан.

## Позадина
Јапан је веома успешно и брзо постигао свој почетни ратни циљ, укључујући освајање Филипина, Малаја и Сингапура, а осигурао је себи и виталне изворе сировина на Јави, Борнеу и осталим острвима Холандске Источне Индије (сада Индонезија). Стога, припреме планова за другу етапу операција, почеле су почетком јануара 1942. године. Међутим, због различитих стратегија између царске јапанске армије и царске морнарице, као и несугласица између Адмиралштаба и Комбиноване флоте адмирала Јамамоте, формулисање ефективне стратегије је било спречено, а стратегија није била завршена до априла 1942. Адмирал Јамамото успева да победи у бирократској борби, пласирајући своју оперативну концепцију - даље операције на централном Пацифику, испред осталих борбених планова, укључујући и операције посредно или непосредно уперене против Аустарлије и на Индијском океану. На крају, Јамамотова неодмерена претња да ће дати оставку, ако се не поступи по његовом, успела је да прогура његов план.
Јамамотов примарни стратегијски интерес је био елиминација преосталих америчких носача авиона. Овај интерес је нагло убрзан након Дулитловог ваздушног препада на Токио, 18. априла 1942. године; удар су извршили амерички авиони Б-25 Мичел, који су узлетели са носача авиона Хорнет. Препад је нанео јако мало војне штете, али је зато оставио велики психички шок на Јапанце и показао да постоји рупа у одбрани области јапанских домаћих острва. Потапање америчких носач авиона и освајање Мидвеја, јединог стратегијског острва поред Хаваја у источном Пацифику, је било прихваћено као једини начин да се отклони ова претња. Јамамото је сматрао да ће операције према главној бази за носаче авиона у Перл Харбору, изазвати америчке снаге на борбу. Међутим, проценивши јачину америчког копненог ваздухопловства на Хавајима, он закључује да снажну америчку базу не може напасти директно. Зато бира за мету Мидвеј, који је последње острво на северозападном крају ланца Хавајских острва, удаљено око 1300 наутичких миља од острва Оаху. Мидвеј није био нарочито важан за Јапанске планове; али, Јапанци су знали да је за Американце Мидвеј битна предстража Перл Харбора и стога је био чврсто брањен. Американци су доиста сматрали Мидвеј битним; након битке, на Мидвеју је уређена подморничка база, чиме се повећала област деловања америчких подморница. Аеродромска писта на Мидвеју је служила као истурена тачка за бомбардерске нападе на острво Вејк.

### Јамамотов план
Као и сви типични јапански поморски планови током Другог светског рата, Јамамотов борбени план је био веома сложен. Поред тога, његов план је био заснован на оптимистичкој обавештајној информацији, да су амерички носачи авиона Ентерпрајс и Хорнет, уједињени у оперативну ескадру ТФ-16, и да су то били једини употребљиви носачи авиона Пацифичке флоте у то време. Носач авиона Лексингтон је био потопљен а Јорктаун тешко оштећен (Јапанци су веровали да је потопљен) у бици у Коралном мору, свега месец дана раније. Такође, Јапанци су били обавештени да је Саратога била на поправци на западној обали, након што је оштећена торпедом са једне подморнице. Зато су Јапанци лично веровали да највише два америчка флотна носача авиона могу да се употребе у предстојећој операцији.
Још значајније је било Јамамотово веровање да су америчке снаге деморалисане због њихових честих пораза током претходних шест месеци. Јамамото је осећао да ће скривање бити потребно, како би се довела савезничка флота у погубну ситуацију. Према том закључку, он шири своје снаге на велико пространство (посебно његове бојне бродове), и смањује вероватноћу да његове снаге буду откривене од Американаца пре почетка битке. Међутим, овај дисперзни распоред, значио је да ни једна од ових формација није подржавала једну другу. Непознато за Јамамота, свака корист од овога је била неутралисана чињеницом да су Сједињене Америчке Државе имале разбијен главни јапански морнарички код (који су Американци означили као ЈН-25).
Критично, Јамамотови заштитни бојни бродови и крстарице су биле иза Нагумове ударне групе носача авиона, неколико стотина наутичких миља. Јапанске тешке површинске снаге су биле одређене да униште било који део америчких флотних снага који се појави код Мидвеја. Прво би Нагумови носачи авиона довољно ослабили те снаге, а онда би их у једнодневној борби уништили бојни бродови и крстарице. Ово је била типична борбена доктрина у већини великих морнарица. Међутим, њихова велика удаљеност од Нагумових носача авиона је представила велики проблем током битке, пошто су бојни бродови праћени од крстарица на којима су се налазили извиђачки хидроавиони, драгоцени Нагуму.

### Инвазија на Алеутска острва
Јапанци су за напад на Алеутска острва („операција АЛ”) издвојили релативно велики број бродова, и самим тим, смањили своје главне снаге за напад на Мидвеј. Ранија проучавања историје битке су сматрала напад на Алеутска острва диверзионом операцијом која је требало да одвуче америчке снаге у правцу севера, али последња проучавања битке су показала да је по оригиналном јапанском борбеном плану, „операција АЛ“ требало да се изведе истовремено кад и напад на Мидвеј. Међутим, један дан кашњења Нагумове ударне ескадре доводи до тога да је „операција АЛ“ почела дан раније у односу на заједнички планирани напад.

## Увод у битку

### Јапанске припреме
После победе код Перл Харбора, Јапан је имао иницијативу у рату на Пацифику. У бици код Перл Харбора, Јапанци су уништили велики број америчких бојних бродова (већина тешко оштећених), али су амерички носачи авиона остали нетакнути.
Бици код Мидвеја претходила је још једна битка, битка у Коралном мору у којој су Јапанци имали 1 потопљен и 1 оштећен носач авиона, исто као и Американци.
Као резултат учешћа у бици у Коралном мору, јапански носач авиона Зуикаку се налазио у бази Куре, ишчекујући попуну авио групе. Тешко оштећени носач авиона Шокаку се налазио на поправци, након што је погођен са три бомбе у бици у Коралном мору, и провешће неколико месеца у доку. Упркос чињеници да се од преосталих авиона са та два носача могао попунити Зуикаку једном мешовитом групом, Јапанци нису урадили озбиљнији покушаја да се он оспособи за предстојећу битку. Стога, уместо да је имао пет великих флотних носача у бици, адмирал Нагумо је имао четири: Акаги и Кага су формирали 1. дивизију; Хирју и Сорју су формирали 2. дивизију. Јапански носачи авиона су били константно у акцији, почевши од напада на Перл Харбор, до Индијскоокеанског препада, те је почео да се осећа умор код чланова посаде и авио особља.
Јапанске стратегијске извиђачке припреме пре битке су такође биле лоше. Стражарска линија јапанских подморница је каснила да дође на позицију (делом због Јамамотове журбе), те је дозволила америчким носачима авиона да дођу на место састанка, североисточно од Мидвеја (названо „Срећна тачка“) без откривања. Један други покушај, коришћењем четворомоторног извиђачког хидроавиона за осматрање Перл Харбора пре битке (на тај начин је требало открити одсуство или присуство америчких носача авиона), познато као „операција К“, је такође пропао када су јапанске подморнице одређене за попуну горивом извиђачког авиона, биле откривене на месту предвиђеном за попуну горивом - један до тада пуст залив на атолу Френч-Фригат-Шолс - је био окупиран од америчких ратних бродова (због тога што су Јапанци извели идентичну мисију у марту). Стога, Јапанцима је било ускраћено било какво сазнање о покретима америчких носача авиона непосредно пре битке. Јапанци радијом шаљу извештаје о повећаном деловању америчких подморница и радио саобраћаја. Ови извештаји су били Јамамоту од помоћи пре битке, међутим, јапански план није био измењен; Јамамото, који се налазио на Јамату, није се усудио да обавести Нагума, плашећи се, да ће открити свој положај, и претпоставља (нетачно) да је Нагумо примио исти извештај из Токија.
Јапански план имао је 3 сегмента. Ударна група јапанских носача авиона, која се састојала од 4 носача авиона Акаги, Кага, Сорју, и Хирју под командом вицеадмирала Чучија Нагуме, требало је да изненада нападне Американце из правца северозапада. Иза ове групације и под њеном заштитом би требало да се појави главнина поморских снага под командом адмирала Исорокуа Јамамота, која ја требало да у фронталној борби уништи америчке бродове. Онда би инвазионе снаге под командом вицеадмирала Нобутаке Конда требало да се из правца југозапада искрцају и заузму острво.
Међутим, Американци су још пре битке открили јапански план, пресрели су радиокомуникацију између Јапанаца, тако да су припремили замку за њих.
За извођење Мидвејско-Алуетске операције, Јапанци су скупили око 160 бродова и намеравали су да у директном сукобу униште америчку флоту.

### Скраћенице
- НА - Флотни носач авиона
- ЛНА - Лаки носач авиона
- НХ - Носач хидроавиона
- ББ - Бојни брод
- БК - Бојни крсташ
- ТК - Тешка крстарица
- ЛК - Лака крстарица
- Р - Разарач

### Јапанске снаге (Комбинована флота)

#### Прва флота
- Главне снаге прве флоте:
  - 1. дивизија бојних бродова - адмирал Исороку Јамамото, командан Комбиноване флоте, на бојном броду Јамато:
    - ББ Јамато - контаадмирал Гихачи Такјанаги Бојни брод Јамато
    - ББ Муцу - контраадмирал Гунђи Когуре
    - ББ Нагато - капетан фрегате Хидео Јано

  - Група носача авиона:
    - ЛНА Хошо - капетан фрегате Каку Харада (8 × Б4Y)
    - Р Јуказе

  - Специјалне снаге (носачи хидроавиона):
    - НХ Чијода - капетан фрегате Еиичиро Ђјо
    - НХ Нишин

  - Заштитне снаге:
    - 3. ескадра разарача - контраадмирал Шинтаро Хашимото на лакој крстарици Сендај:
      - ЛК Сендај - капетан фрегате Нобуе Моришита
      - 11. дивизија разарача:
        - Р Фубуки - поручник бојног брода Шизуо Јамашита
        - Р Ширајуки - поручник бојног брода Рокороу Сугавара
        - Р Хацујуки - поручник бојног брода Тацуја Јамагучи
        - Р Муракумо - поручник бојног брода Хидео Хигаши

      - 19. дивизија разарача:
        - Р Исонами - капетан корвете Рјокичи Сугама
        - Р Уранами - капетан корвете Цутому Хагио
        - Р Шикинами - поручник бојног брода Акифуми Кавахаши
        - Р Ајанами - капетан корвете Еиђи Сакума

  - Група за попуну горивом:
    - 2 танкера

- Прва ударна група носач авиона - вицеадмирал Чуичи Нагумо на носачу авиона Акаги:
  - 1. дивизија носача авиона - вицеадмирал Чуичи Нагумо:
    - НА Акаги - капетан фрегате Тађиро Аоки
      - Ваздушне јединице - капетан корвете Мицуо Фушида (19 А6М2,18 Д3А1, 18 Б5Н2)

    - НА Кага - капетан фрегате Ђисака Окада Носач авиона  Кага
      - Ваздушне јединице - капетан корвете Тадаши Кусуми (18 А6М2,18 Д3А1, 27 Б5Н2)

  - 2. дивизија носача авиона - контраадмирал Тамон Јамагучи на носачу авиона Хирју:
    - НА Хирју - капетан фрегате Томео Каку Носач авиона Хирју
      - Ваздушне јединице - капетан корвете Ђоичи Томонага (18 А6М2,18 Д3А1, 18 Б5Н2) Бомбардер Накаџима Б5Н

    - НА Сорју - капетан фрегате Рјусаку Јанагимото
      - Ваздушне јединице - капетан корвете Такашиге Егуса (18 А6М2,18 Д3А1, 18 Б5Н2 и 2 Д4Y)

  - Пратеће група - контраадмирал Хироаки Абе на тешкој крстарици Тоне:
    - 8. дивизија крстарица - контраадмирал Хироаки Абе:
      - ТК Тоне - капетан фрегате Тамецугу Окада
      - ТК Чикума - капетан фрегате Кеизо Комура

  - 3. дивизија бојних бродова (1. секција):
    - БК Харуна - контраадмирал Тамоцу Такама
    - БК Киришима - капетан фрегате Санђи Ивабучи

  - Заштитне снаге:
    - 10. ескадра разарача:
      - ЛК Нагара
      - 4. дивизија разарача:
        - Р Новаки - капетан корвете Магатароу Кога
        - Р Араши - капетан корвете Јасумаса Ватанабе
        - Р Хагиказе - капетан корвете Ђуичи Ивагами
        - Р Маиказе - капетан корвете Сеиђи Накасуги

      - 10. дивизија разарача:
        - Р Казагумо - капетан корвете Масајоши Јошида
        - Р Југумо - капетан корвете Шигео Семба
        - Р Макигумо - капетан корвете Исаму Фуџита

      - 17. дивизија разарача:
        - Р Ураказе - капетан корвете Нагајоши Шираиши
        - Р Исоказе - капетан корвете Шуничи Тојошима
        - Р Таниказе - капетан корвете Мотои Кацуми
        - Р Хамаказе - капетан корвете Цунео Орита

  - Група за попуну горивом:
    - Р Акигумо - капетан корвете Шоохеи Соома
    - 5 танкера

#### Друга флота (снаге за инвазију на Мидвеј)
- Главне снаге друге флоте - вицеадмирал Нобутаке Кондо на тешкој крстарици Атаго:
  - 3. дивизија бојних бродова (2. секција):
    - БК Конго - капетан фрегате Томиђи Којанаги
    - БК Хиеи - капетан фрегате Масао Нишида

  - 4. дивизија крстарица (2. секција):
    - ТК Атаго - капетан фрегате Барон Мацуђи Иђуин Тешка крстарица Атаго
    - ТК Чокаи - капетан фрегате Микио Хајакава

  - 5. дивизија крстарица:
    - ТК Мјоко - капетан фрегате Терухико Мијоши
    - ТК Хагуро - капетан фрегате Томоказу Мори

  - Заштитне снаге
    - 4. ескадра разарача - контраадмирал Шоџи Нишимура на лакој крстарици Јура:
      - ЛК Јура - капетан фрегате Широ Сато
      - 2. дивизија разарача:
        - Р Мурасам - поручник бојног брода Наођи Суенага Разарач Јудачи.
        - Р Самидаре - капетан корвете Такисабуро Мацубара
        - Р Харусаме - поручник бојног брода Масао Камијама
        - Р Јудачи - капетан корвете Кијоши Киккава

      - 9. дивизија разарача:
        - Р Асагумо - капетан корвете Тоору Ивахаши
        - Р Минегумо - капетан корвете Јасуацу Сузуки
        - Р Нацугумо - капетан корвете Моритароу Цукамото

  - Група носача авиона - капетан корвете Суео Обајаши: Лаки носач авиона Зуихо.
    - ЛНА Зуихо - капетан корвете Суео Обајаши
      - Ваздушне снаге (12 А6М2, 12 Б5Н2)

    - Р Миказуки

  - Група за попуну горивом:
    - 4 танкера
    - 1 брод радионица

- Снаге за окупацију Мидвеја - контраадмирал Раизо Танака:
  - Десантне снаге:
    - 12 транспортних бродова
    - 3 патролна брода
    - 1 танкер

  - Заштитне снаге - контраадмирал Раизо Танака на лакој крстарици Џинцу:
    - ЛК Џинцу - капетан фрегате Торазо Козаи
    - 15. дивизија разарача:
      - Р Курошуо - капетан корвете Тамаки Угаки
      - Р Ојашио - капетан корвете Токијоши Арима

    - 16. дивизија разарача:
      - Р Јукиказе - капетан корвете Кенђиро Тобита
      - Р Амацуказе - капетан корвете Тамеичи Хара
      - Р Токицуказе - капетан корвете Гиичи Накахара
      - Р Хацуказе - Јасумаса Ватанабе

    - 18. дивизија разарача:
      - Р Ширануи - капетан корвете Шизуо Аказава
      - Р Касуми - капетан корвете Кијоши Томура
      - Р Араре - капетан корвете Томое Огата
      - Р Кагеро - капетан корвете Терумичи Аримото

  - Група носача хидроавиона - контраадмирал Руитаро Фуџита на носачу хидроавиона Читосе:
    - 11. дивизија носача хидроавиона:
      - НХ Читосе Носач хидроавиона Читосе.
        - 16 А6М2-Н хидроавиона ловаца
        - 4 Е13А хидроавиона извиђача

      - НХ Камикава Мару
        - 8 А6М2-Н хидроавиона ловаца
        - 4 Е13А хидроавиона извиђача

    - Р Хајашио
    - 1 патрони брод
- Снаге за подршку - вицеадмирал Такео Курита на тешкој крстарици Кумано: Јапанска 7. дивизија крстарица - Кумано (доле), Микума (центар) и Сузуја (горе).
  - 7. дивизија крстарица - вицеадмирал Курита:
    - ТК Могами - капетан бојног брода Акира Сођи
    - ТК Кумано - капетан бојног брода Кикумацу Танака
    - ТК Сузуја - капетан бојног брода Масатоми Кимура
    - ТК Микума - капетан бојног брода Шакао Сакијама

  - 8. дивизија разарача - капетан фрегате Набуки Огава:
    - Р Асашио - капетан корвете Горо Јоши
    - Р Арашио - капетан фрегате Хидео Кубоки

  - 1 танкер

### Америчке припреме
У припреми за битку са непријатељским снагама, за које се претпостављало да ће употребити 4 или 5 носача авиона, адмиралу Честер Нимицу, команданту Пацифичке области, били су потребни сви расположиви амерички носачи авиона. Он је већ имао оперативну ескадру адмирала Вилијам Хелсија са два носача авиона (Ентерпрајс и Хорнет); Хелси је, који је оболео од псориазе, био је замењен од контраадмирала Рејмонд Спруенса (Хелсијев командант ескортних снага). Такође, Нимиц повлачи брзо снаге контраадмирала Френка Флечера из област југозападног Пацифика. Он је стигао у Перл Харбор на време да се попуни и отплови. Саратога је била још увек на поправци, а Јорктаун је тешко оштећен у бици у Коралном мору, али у Перл Харбушком бродоградилишту је он брзо оправљен. Премда је процењено да Јорктаун мора да оде у бродоградилиште Бремертон на вишемесечну поправку, 72 сата је било довољно да се он оспособи за статус борбено способног брода (маде не савршено идеалан). Његова полетно-слетна палуба је закрпљена, све секције унутрашњег рама су сасвим пресечене и замењене, а неколико нових ескадрила (извучених из Саратоге) је било постављено на палуби. Нимиц је показао непоштовање према успостављеној процедури у добијању његовог трећег и последњег носача спремног за битку; поправке су настављене чак и кад је Јорктаун напуштао док, са радницима брода радионице Вестал - (који је оштећен у нападу на Перл Харбор шест месеца раније) још увек на палуби. Тачно три дана након смештања у Перл Харборшки док, Јорктаун је поново испловио.

### Америчке снаге
- Носачи авиона: УСС Јоркатаун, УСС Ентерпрајз, УСС Хорнет
- Крстарице:
- Разарачи: 17
- Подморнице: 19

### Амерички и британски дешифранти
Адмирал Нимиц је имао једну непроцењиву предност: Амерички и британски дешифранти су пробили шифру ЈН-25. Командант Џозеф Џ. Рочфорт и његов тим из станице HYPO су били способни да потврде, да је Мидвеј мета предстојећег јапанског удара, са датумом напада 4. или 5. јуна (противећи се веровању из Вашингтона, да ће напад уследити средином јуна), и обезбеђују Нимицу комплетан увид у јапанску припрему за битку. Јапански покушај да се употреби једна нова књига шифара је наишао на препреку, омогућавајући станици HYPO неколико одлучујућих дана; док је то све било непознато нешто пре пре почетка напада, сада је битан пробој већ био учињен.
Као резултат, Американци су приступили борби са врло јасном сликом одакле, када, и са коликом снагом ће се Јапанци појавити. Нимиц је био обавештен, за време задатака, да је огромна, по броју, јапанска флота подељена у најмање четири оперативне ескадре, а да ескортна група која прати главну ударну групу носача авиона броји свега неколико брзих бродова. Захваљујући овој информавији, он је знао да је број против-авионских топова који штите носаче авиона био ограничен. Знајући снагу са којом се суочио, Нимиц је израчунао да његова три носача авиона, плус Мидвеј, у односу на Јамамотова четири носача авиона, дају Американцима блажу предност. Америчка ваздушна група на било ком носачу авиона је била већа од ваздушне групе на било ком јапанском носачу авиона. Јапанци, насупрот, су остали скоро у потпуном мраку у односу на своје противнике чак и након почетка битке.

## Битка

### Почетни ваздушни напади
Први ваздушни напад се догодио 3. јуна, а извело га је 9 бомбардера Б-17, оперишући са Мидвеја, против јапанске транспортне групе адмирала Танаке. Иако је извештено о погоцима, ниједна бомба која је бачена није погодила мету, и причињена штете је била јако мала. Рано ујутру, следећег дана, транспортни брод Акебоно Мару је оштећен од експлозије торпеда приликом напада авиона Каталина, око 01:00 сати. Вицеадмирал Чуичи Нагумо лансира свој први ваздушни талас од 108 авиона ка Мидвеју у 04:30 сати, 4. јуна 1942. године. У исто време, он лансира осам извиђачких авиона (један 30 минута касније због техничких проблема, а један је био присиљен да се врати назад), као његову борбену ваздушну патролу.
Јапанско ваздушно извиђање је било веома слабо, са сувише мало авиона да покрију адекватно додељене области, радећи по веома лошим временским условима ка североистоку и истоку од Нагумове оперативне ескадре.
Амерички радар на Мидвеју открива непријатеља на неколико наутичких миља од острва и њихови авиони ускоро узлећу. Без заштите, бомбардери одлазе у напад на јапанску флоту носача авиона, док њихова ловачка заштита остаје позади да штити Мидвеј. У 06:20 сати, јапански палубни авиони бомбардују и тешко оштећују америчку базу на Мидвеју. Амерички пилоти ловаца, базирани на Мидвеју, узлетели су на старим ловцима Граман F4F и застарелим Ф2А, у одбрани Мидвеја и трпе велике губитке. Већина је оборена у првих неколико минута, а свега два су преостала да лете. Америчка противавионска ватра је била прецизна и жестока, оштећујући многе јапанске авиона а један обарају Јапанци су увидели да су бомбардери са острва већ отишли, и шаљу извештај адмиралу Нагуму, да је потребно извршити још један напад ради неутрализовања одбране Мидвеја, пре него што би се трупе искрцале 7. јуна; амерички бомбардери су још увек могли употребити аеродром на Мидвеју за попуну горивом и напад на јапанске инвазионе снаге.
Узлећући пре јапанског напада, амерички бомбардери који су базирали на Мидвеју су извршили неколико напада на јапанску флоту носача авиона. Овде је укључено и шест авиона TBF авенџер, чији су пилоти били из Хорнетове ВТ-8 групе - њихова прва борбена операција, и четири Б-26 Мародер, сви наоружани торпедима. Јапанци у овим нападима нису имали никакве штете, док су, у исто време оборили све америчке авионе, осим три – један TBF и два Б-26,
Адмирал Нагумо, придржавајући се јапанске доктрине о употреби носача авиона из тог времена, задржава половину својих авиона у резерви. Ово је укључивало и две ескадриле са обрушавајућим и торпедним бомбардерима. Торпедни бомбардери су били наоружани торпедима и требало је да нападну било који амерички брод који лоцирају, док су обрушавајући бомбардери били ненаоружани. Као резултат напада са Мидвеја, као и јутарња препорука вође лета, у погледу још једног ваздушног удара на Мидвеј, Нагумо у 07:15 сати наређује својим резервним авионима да се наоружају контакт бомбама за употребу по копненим метама. Ове припреме су биле у току скоро 30 минута, када је у 07:40 сати, извиђачки авиона са крстарице Тоне шаље сигнал да је уочио једну већу америчку поморску групу на истоку. Нагумо брзо стопира своје наређење и тражи од извиђачког авиона да установи састав америчких снага. Проћи ће још 40 минута пре него што извиђачки авион открије и радијом јави о присуству једног носача авиона међу америчким бродовима, ТФ-16 (други носач није откривен).
Нагумо се тада нашао у незгодном положају. Контраадмирал Тамон Јамагучи, командант 2. дивизије носача авиона (Хирју и Сорју), препоручује Нагуму да одмах нападне са снагама које располаже. Нагумо уочава тобожњу добру прилику за удар на америчке бродове,. међутим, био је оптерећен чињеницом да његове снаге првог таласа треба ускоро да се врате из напада на Мидвеј. Оне су биле при крају са горивом, а међу њима је било и рањених, те су стога морали брзо да слете на носаче или да падну у воду, губећи драгоцене авионе и посаде. За слетање на носаче авиона и лансирање авиона у нову напад требало је око 30-45 минута. Осим тога, ако би извршио одмах лансирање напада, један део његових резервних снага би се нашао у борби без адекватног противбродског наоружања, као и без ловачке заштите; он је управо био сведок како су лако оборени незаштићени амерички бомбардери од његових ловаца Јапанска доктрина о употреби авиона са носача авиона је предвиђала комплетно састављен напад, а како је изостајала потврда (до 08:20) да америчке снаге имају носаче авиона, Нагумо се држао доктрине. Допунски, предстојећи још један амерички ваздушни удар у 07:53 сати, је потврдио чињеницу да је потребно извршити још један ваздушни напад на острво. На крају, Нагумо је одабрао да сачека повратак његових снага, које су извеле први ваздушни удар на Мидвеј, а затим лансира своје резервне снаге, које би дотле биле наоружане и спремљене за нов напад
У финалној анализи, то није правило никакву разлику, Флечер је лансирао напад у 7:00, а летелице ко је би спровеле разарајући удар, већ су биле на путу. Није било ничега што би Нагумо могао да учини поводом тога. То је била фатална грешка Јамамотове претпоставке, која се заснивала на традиционалној доктрини бојних бродова.
Јапанци су убрзо приметили америчке носаче авиона и почели да припремају своје авионе за нови напад.
Амерички торпедни бомбардери извели су још пар напада, сви су они били неуспешни, али су успели да задрже Јапанце и одложе њихове нападе. Јапанци су се убрзано припремали, палубе њихових бродова су биле пуне авиона, бомби и лако запаљивог керозина. Изненада се појавила једна формација америчких бомбардера који су напали и погодили три од четири јапанска носача. Носачи су брзо планули, у једном тренутку променила се судбина читавог рата на Пацифику.
Једино је носач Хирју остао оперативан. Са овог брода полетели су авиони који су бомбардовали амерички носач Јорктаун, који је касније потонуо. Такође и сам Хирју је био потопљен следећег дана од стране америчких торпедних авиона, тако да су сва 4 јапанска носача била потопљена, док су Американци изгубили само Јорктаун.

## Епилог
После ове помало несрећне катастрофе Јапанци одлучују да се повуку. Америчка флота је наставила да гони непријатеља и успела је да потопи јапанску крстарицу Микума. Истовремено су Американци изгубили јадан разарач, који је уништила јапанска подморница.
У борби су Американци изгубили 150 авиона док су Јапанци имали 322 уништена авиона.
Битка ја показала значај носача авиона и ваздушне премоћи у рату. 